# Курчумкистауы
Куршимкистауы (каз. Күршім қыстауы) — село в Куршимском районе Восточно-Казахстанской области Казахстана. Входит в состав Маралдинского сельского округа. Код КАТО — 635257300.

## Население
В 1999 году население села составляло 424 человека (213 мужчин и 211 женщин). По данным переписи 2009 года, в селе проживало 296 человек (145 мужчин и 151 женщина).